# JavaMail
A JavaMail egy Java nyelven írt alkalmazásprogramozási felület, amivel e-maileket lehet küldeni és fogadni SMTP, POP3 és IMAP protokollokon keresztül. A JavaMail a Java EE része, de egy opcionális csomag formájában Java SE környezetben is használható.
A hivatalos referenciaimplementáció mellett létezik egy másik, szintén nyílt forráskódú implementáció, a GNU JavaMail. Igaz, hogy csak a JavaMail 1.3-as változatát támogatja, de ezen kívül lehetőséget kínál NNTP csatlakozásra is. Ezzel a rendszerrel tehát hírfolyamcikkeket lehet írni és olvasni.

## A JavaMail komponensei
- Message osztály: egy levél attribútumait és a tartalmi részét foglalja magába
- Folder osztály: leveleket és almappákat tartalmazhat, valamint levelek másolását, törlését, összefűzését is lehetővé tevő metódusokat definiál
- Store osztály: egy adatbázist definiál, amely magába foglalja a könyvtárszerkezetet és az abban lévő leveleket, valamint metódusokat biztosít az adatbázishoz kapcsolódáshoz, lekérdezéséhez, valamint a kapcsolat megszüntetéséhez
- Transport osztály: a levél célba való eljuttatásáért felelős, metódusokat definiál a több címzettnek való küldéshez is
- Session osztály: olyan globális és felhasználókénti tulajdonságokat definiál, amelyek meghatározzák a levelezésre képes alkalmazások és a hálózat közötti interfészt

## A JavaMail használata
1. Egy JavaMail kliens jellemzően egy Session objektum létrehozásával kezdődik:
```
Session
 
session
 
=
 
Session
.
getInstance
(
props
,
 
authenticator
);

```

2. A Session objektum getStore() metódusának segítségével kapcsolódik az alapértelmezett tárolóhoz, valamint a connect() metódus segítségével hozhatja létre a tényleges kapcsolatot:
```
Store
 
store
 
=
 
session
.
getStore
();

store
.
connect
();

```

3. Amennyiben a kapcsolat sikeresen létrejött, a kliens eléri az adott tároló mappáit és az azokban lévő leveleket:
```
// az INBOX mappa lekérése

Folder
 
inbox
 
=
 
store
.
getFolder
(
"INBOX"
);

// az INBOX mappa megnyitása

inbox
.
open
(
Folder
.
READ_WRITE
);

// az első levél lekérése

Message
 
m
 
=
 
inbox
.
getMessage
(
1
);

// a levél címének lekérése

String
 
subject
 
=
 
m
.
getSubject
();

// a levél tartalmának lekérése

Object
 
content
 
=
 
m
.
getContent
();

```

4. Végezetül a kliens bezárja az összes megnyitott mappát, valamint a tárolót:
```
// INBOX bezárása

inbox
.
close
();

// a tároló bezárása

store
.
close
();

```

### Egyrészes, sima szöveges e-mail küldése
```
import
 
java.util.*
;

import
 
javax.mail.*
;

import
 
javax.mail.internet.*
;

import
 
javax.activation.*
;

 

public
 
class
 
TestEmail
 
{

 

    
public
 
static
 
void
 
main
(
String
[]
 
args
)
 
{

 

        
String
 
to
 
=
 
"sendToMailAddress"
;

        
String
 
from
 
=
 
"sendFromMailAddress"
;

        
String
 
host
 
=
 
"smtp.yourisp.net"
;

 

        
Properties
 
props
 
=
 
new
 
Properties
();

 

        
// Ha a statikus Transport.send()-et használjuk,

        
// meg kell adni melyik hoston keresztül küldjünk

        
props
.
put
(
"mail.smtp.host"
,
 
host
);

        
// Debug bekapcs

        
props
.
put
(
"mail.debug"
,
 
"true"
);

        
Session
 
session
 
=
 
Session
.
getInstance
(
props
);

 

        
try
 
{

            
Message
 
msg
 
=
 
new
 
MimeMessage
(
session
);

 

            
msg
.
setFrom
(
new
 
InternetAddress
(
from
));

            
InternetAddress
[]
 
address
 
=
 
{
new
 
InternetAddress
(
to
)};

            
msg
.
setRecipients
(
Message
.
RecipientType
.
TO
,
 
address
);

            
msg
.
setSubject
(
"sima, szöveges email java kódból"
);

            
msg
.
setSentDate
(
new
 
Date
());

            
msg
.
setText
(
"Íme itt az üzenet,\n"
 
+

                        
"ez a második sora."
);

 

            
Transport
.
send
(
msg
);

        
}

        
catch
 
(
MessagingException
 
mex
)
 
{

            
mex
.
printStackTrace
();

        
}

    
}

}

```

### Többrészes e-mail és HTML-e-mail küldése valamint fájl csatolása
```
import
 
java.util.*
;

import
 
java.io.*
;

import
 
javax.mail.*
;

import
 
javax.mail.internet.*
;

import
 
javax.activation.*
;

 

public
 
class
 
SendMailUsage
 
{

 

    
public
 
static
 
void
 
main
(
String
[]
 
args
)
 
{

 

        
String
 
to
 
=
 
"sendToMailAddress"
;

        
String
 
from
 
=
 
"sendFromMailAddress"
;

        
String
 
host
 
=
 
"smtpserver.yourisp.net"
;

 

        
Properties
 
props
 
=
 
new
 
Properties
();

        
// Ha a statikus Transport.send()-et használjuk,

        
// meg kell adni melyik hoston keresztül küldjünk

        
props
.
put
(
"mail.smtp.host"
,
 
host
);

        
// Debug bekapcsolása

        
props
.
put
(
"mail.debug"
,
 
"true"
);

 

        
Session
 
session
 
=
 
Session
.
getInstance
(
props
);

 

        
try
 
{

            
// Transport objektummal történő küldés

            
Transport
 
bus
 
=
 
session
.
getTransport
(
"smtp"
);

 

            
// Csak egyszer csatlakozik

            
// Transport.send() minden küldés után kapcsolatot bont

            
// Általában, SMTP-hez nem szükséges felhasználónév és jelszó

            
bus
.
connect
();

            
//de ha mégis, akkor

            
//bus.connect("smtpserver.yourisp.net", "username", "password");

 

            
Message
 
msg
 
=
 
new
 
MimeMessage
(
session
);

 

            
msg
.
setFrom
(
new
 
InternetAddress
(
from
));

            
InternetAddress
[]
 
address
 
=
 
{
new
 
InternetAddress
(
to
)};

            
msg
.
setRecipients
(
Message
.
RecipientType
.
TO
,
 
address
);

            
msg
.
setSubject
(
"javás emailküldés"
);

            
msg
.
setSentDate
(
new
 
Date
());

 

            
// Üzenet tartalmának megadása és küldés

            
setTextContent
(
msg
);

            
msg
.
saveChanges
();

            
bus
.
sendMessage
(
msg
,
 
address
);

 

            
setMultipartContent
(
msg
);

            
msg
.
saveChanges
();

            
bus
.
sendMessage
(
msg
,
 
address
);

 

            
setFileAsAttachment
(
msg
,
 
"C:/WINDOWS/CLOUD.GIF"
);

            
msg
.
saveChanges
();

            
bus
.
sendMessage
(
msg
,
 
address
);

 

            
setHTMLContent
(
msg
);

            
msg
.
saveChanges
();

            
bus
.
sendMessage
(
msg
,
 
address
);

 

            
bus
.
close
();

        
}

        
catch
 
(
MessagingException
 
mex
)
 
{

            
mex
.
printStackTrace
();

        
}

    
}

 

    
// Egyszerű, egyrészes text/plain email

    
public
 
static
 
void
 
setTextContent
(
Message
 
msg
)
 
throws
 
MessagingException
 
{

            
// Üzenet tartalmának beállítása

            
String
 
mytxt
 
=
 
"Íme itt az email, \n"
 
+

                            
"ez a második sora."
;

            
msg
.
setText
(
mytxt
);

            
// A form tartalmának megváltoztatása az általunk definiáltra

            
msg
.
setContent
(
mytxt
,
 
"text/plain"
);

 

    
}

 

    
// Egyszerű többrészes e-mail. Mindkét törzsrész text/plain.

    
public
 
static
 
void
 
setMultipartContent
(
Message
 
msg
)
 
throws
 
MessagingException
 
{

        
// Első rész létrehozása és kitöltése

        
MimeBodyPart
 
p1
 
=
 
new
 
MimeBodyPart
();

        
p1
.
setText
(
"This is part one of a test multipart e-mail."
);

 

        
// Második rész létrehozása és kitöltése

        
MimeBodyPart
 
p2
 
=
 
new
 
MimeBodyPart
();

        
// A karakterkészlet beállítása

        
p2
.
setText
(
"Ez a második rész"
,
 
"utf-8"
);

 

        
// Multipart létrehozása. A törzsrészeket hozzáadjuk.

        
Multipart
 
mp
 
=
 
new
 
MimeMultipart
();

        
mp
.
addBodyPart
(
p1
);

        
mp
.
addBodyPart
(
p2
);

 

        
// Beállítjuk a Multipartot az üzenet tartalmának

        
msg
.
setContent
(
mp
);

    
}

 

    
// Fájl csatolása a JAF FileDataSource használatával:

    
public
 
static
 
void
 
setFileAsAttachment
(
Message
 
msg
,
 
String
 
filename
)
throws
 
MessagingException
 
{

 

        
// Első rész létrehozása és kitöltése

        
MimeBodyPart
 
p1
 
=
 
new
 
MimeBodyPart
();

        
p1
.
setText
(
"Ez az email első része."
 
+

                    
"A második rész csatolmány."
);

 

        
// Második rész létrehozása és kitöltése

        
MimeBodyPart
 
p2
 
=
 
new
 
MimeBodyPart
();

 

        
// Betesszük a fájlt a második részbe

        
FileDataSource
 
fds
 
=
 
new
 
FileDataSource
(
filename
);

        
p2
.
setDataHandler
(
new
 
DataHandler
(
fds
));

        
p2
.
setFileName
(
fds
.
getName
());

 

        
// Multipart létrehozása. A törzsrészeket hozzáadjuk.

        
Multipart
 
mp
 
=
 
new
 
MimeMultipart
();

        
mp
.
addBodyPart
(
p1
);

        
mp
.
addBodyPart
(
p2
);

 

        
// Beállítjuk a Multipart-ot üzenet tartalmának

        
msg
.
setContent
(
mp
);

    
}

 

    
// Egyrészes HTML-tartalom beállítása.

    
// Bármilyen más típusú adat küldése hasonló

    
public
 
static
 
void
 
setHTMLContent
(
Message
 
msg
)
 
throws
 
MessagingException
 
{

 

        
String
 
html
 
=
 
"<html><head><title>"
 
+

                        
msg
.
getSubject
()
 
+

                        
"</title></head><body><h1>"
 
+

                        
msg
.
getSubject
()
 
+

                        
"</h1><p>This is a test of sending an HTML e-mail"
 
+

                        
" through Java.</body></html>"
;

 

        
// HTMLDataSource egy belső osztály

        
msg
.
setDataHandler
(
new
 
DataHandler
(
new
 
HTMLDataSource
(
html
)));

    
}

 

    	
/*

* Belső osztály, hogy JAF adatforrásként HTML e-mail tartalmat *küldhessünk

    	 */

    
Static
 
class
 
HTMLDataSource
 
implements
 
DataSource
 
{

        
private
 
String
 
html
;

 

        
public
 
HTMLDataSource
(
String
 
htmlString
)
 
{

            
html
 
=
 
htmlString
;

        
}

 

        
// HTML string InputStream-ként történő visszaadása.

        
// Minden alkalommal új folyamot kell visszaadni.

        
public
 
InputStream
 
getInputStream
()
 
throws
 
IOException
 
{

            
if
 
(
html
 
==
 
null
)
 
throw
 
new
 
IOException
(
"Null HTML"
);

            
return
 
new
 
ByteArrayInputStream
(
html
.
getBytes
());

        
}

 

        
public
 
OutputStream
 
getOutputStream
()
 
throws
 
IOException
 
{

            
throw
 
new
 
IOException
(
"This DataHandler cannot write HTML"
);

        
}

 

        
public
 
String
 
getContentType
()
 
{

            
return
 
"text/html"
;

        
}

 

        
public
 
String
 
getName
()
 
{

            
return
 
"JAF text/html dataSource to send e-mail only"
;

        
}

    
}

 

}

```

## Licence
A JavaMail a Project Kenai részeként nyílt forráskódú program.
A forráskód a következő licencek alatt érhető el:
- CDDL-1.0
- GPL-2.0
- BSD